# Тенцинг (фильм)
«Тенцинг» (англ. Tenzing) — будущая биографическая драма австралийского режиссёра Дженнифер Пидом о шерпе Тенцинге Норгее, с Томом Хиддлстоном в роли Эдмунда Хиллари и Уиллемом Дефо в роли Джона Ханта.
Прокатом фильма займётся компания Apple TV+.

## Сюжет
Действие фильма разворачивается в 1953 году. Тенцинг Норгей вместе с новозеландцем Эдмундом Хиллари стали первыми людьми, поднявшимися на вершину Эвереста как участники британской экспедиции.

## В ролях
- Том Хиддлстон — Эдмунд Хиллари
- Уиллем Дефо — Джон Хант
- Катрина Балф — Джилл Хендерсон

## Производство
Сценарий фильма написал Люк Дэвис, а режиссёром выступила Дженнифер Пидом, которая ранее сняла документальный фильм «Шерпа» в 2015 году. Изначально права на фильм планировали приобрести компании Netflix и Higher Ground Productions. Производством фильма занималась компания See-Saw Films.
В мае 2024 года Том Хиддлстон получил роль Эдмунда Хиллари, а Уиллем Дефо — роль Джона Ханта, барона Ханта, к которому Netflix и Higher Ground больше не имели отношения. В том же месяце было подтверждено, что Apple TV+ купила права на дистрибуцию фильма по всему миру. Катрина Балф присоединилась к актёрскому составу в мае 2025 года.
Основные съёмки начались в Непале в мае 2025 года, съёмки в Катманду и в районе Эвереста должны были продлиться месяц.